# Lamalou-les-Bains

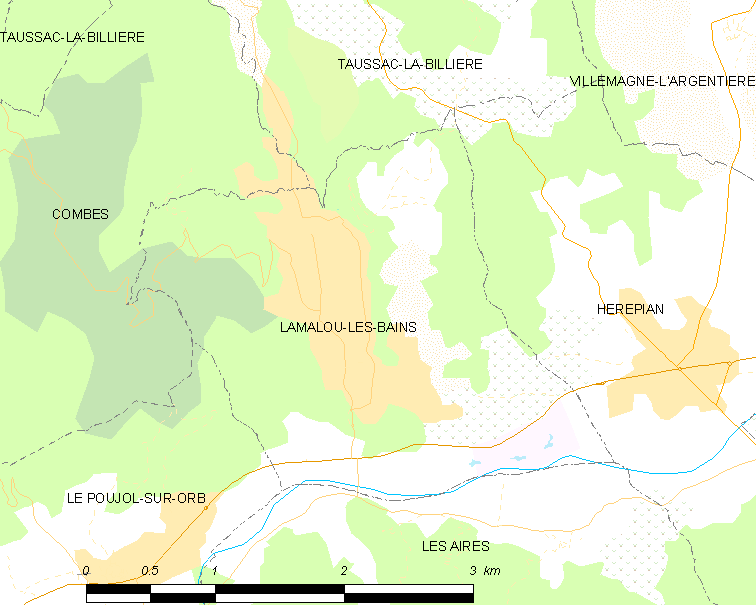
Mapa

 Lamalou-les-Bains  (en idioma occitano L'Amalon) es una población y comuna francesa, situada en la región de Occitania, departamento de Hérault, en el distrito de Béziers y cantón de Clermont-l'Hérault.

## Enlaces externos

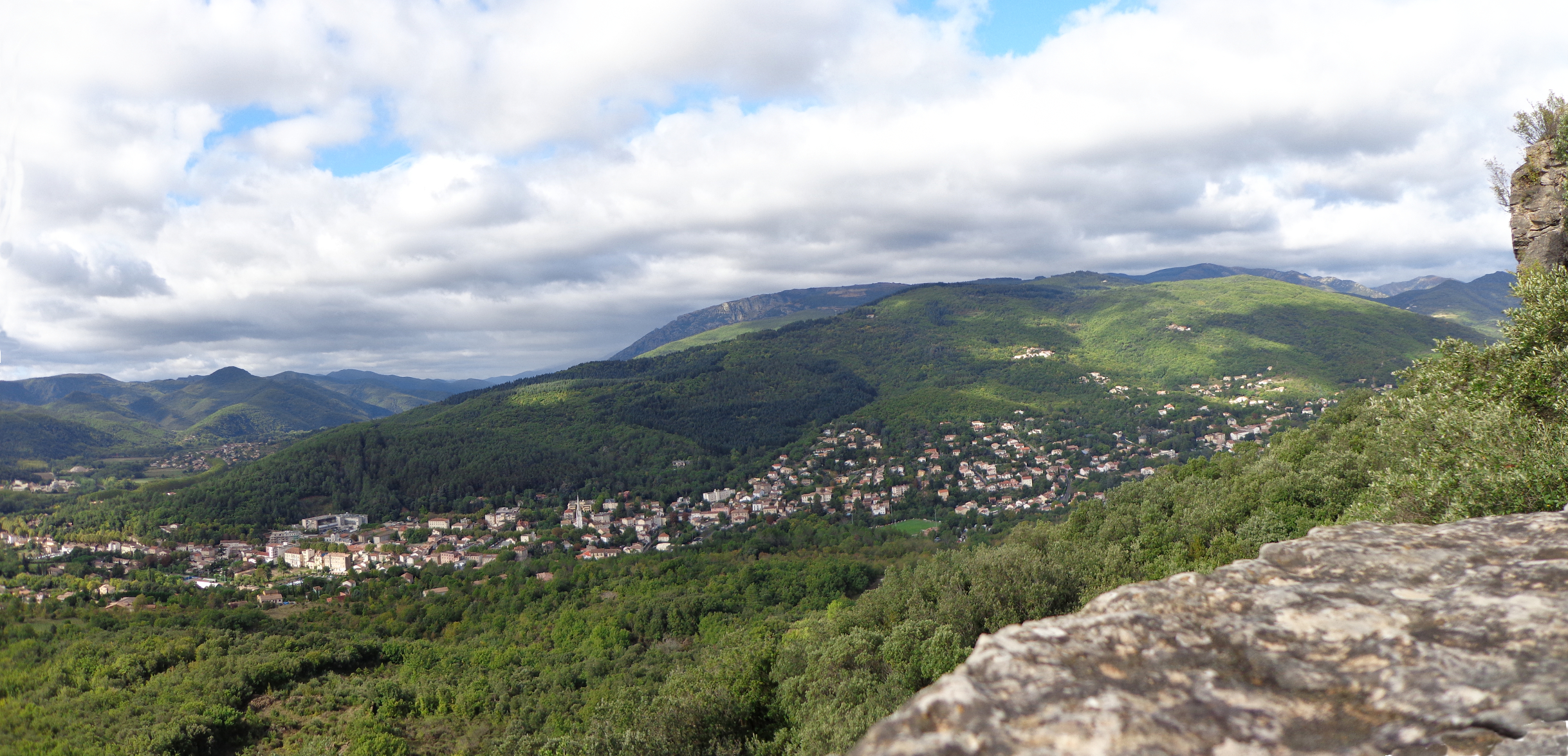
Panorámica

## Demografía
| 2071 | 2029 | 2067 | 2202 | 2194 | 2156 | 2610 |
| Para los censos de 1962 a 1999 la población legal corresponde a la población sin duplicidades (Fuente: INSEE [Consultar]) |      |      |      |      |      |      |